# A Jungle Revenge
A Jungle Revenge è un cortometraggio muto del 1915 diretto da Tom Santschi. Di genere drammatico, ambientato nella giungla, il film aveva come interpreti Leo Pierson, Marion Warner, Lafe McKee e Olga Celeste, una nota addestratrice di animali che prese parte come attrice ad alcune pellicole dell'epoca.

## Trama
Il cacciatore Elbert Carey, notando che Dais, una serva del posto, ammira un giaguaro, le dice che può averlo per lei. La donna, innamorata di Carey, diventa gelosa quando il cacciatore dimostra il proprio interesse per Mabel, la figlia di un piantatore di caffè che lui ha invitato con il padre a passare il fine settimana nella sua casa nella giungla. Vedendo il loro idillio, Dais si ripromette di liberarsi della rivale. Le chiede di accompagnarla a visitare un indigeno malato ma poi lascia libero il suo giaguaro che assale Mabel. La ragazza riesce a rifugiarsi dentro a una capanna, sparando contro l'animale. Il proiettile colpisce Dais che resta uccisa. Sentendo lo sparo, Elbert corre in aiuto di Mabel, arrivando giusto in tempo a salvarla.

## Produzione
Il film fu prodotto dalla Selig Polyscope Company che utilizzò per le riprese il suo vasto zoo di animali esotici.

## Distribuzione
Distribuito dalla General Film Company, il film - un cortometraggio in una bobina - uscì nelle sale cinematografiche statunitensi il 4 dicembre 1915.